# Gistads kyrkokör
Gistads kyrkokör är en blandad kör och kyrkokör i Åkerbo församling i Linköping, bildad 1923.
Gistads kyrkokör är en blandad kör och kyrkokör i Gistads församling, Linköping som bildades hösten 1923 av kantor Axel Söderbäck, som även var körens dirigent. Kören framträdde första gången den första advent i Gistads kyrka och framförde då Hosianna, Davids son av Georg Joseph Vogler. 1924 blev organisten Axel Andersson dirigent för kören. Han slutade 1928 på grund av sjukdom. Hösten 1929 tog Martin Allard över som dirigent. Kören blev samma år ansluten till Linköpings stifts kyrkosångsförbund. Efter Allard tog kantor Wilhelm Strand över som dirigent. 
År 2023 firar kören 100 år som aktiv, bland annat med en stor julkonsert tillsammans med Anna-Lotta Larsson och flera musiker.